# North Liberty (Iowa)
North Liberty – miasto w Stanach Zjednoczonych, w stanie Iowa, w hrabstwie Johnson. W 2000 roku liczyło 5367 mieszkańców.